# Pseudanthias smithvanizi
Pseudanthias smithvanizi là một loài cá biển thuộc chi Pseudanthias trong họ Cá mú. Loài này được mô tả lần đầu tiên vào năm 1981.

## Phân bố và môi trường sống
P. smithvanizi có phạm vi phân bố ở vùng biển Tây Thái Bình Dương. Loài cá này được tìm thấy từ phía nam Nhật Bản, trải dài đến các đảo phía đông quần đảo Mã Lai rồi đến vùng biển ngoài khơi đông bắc Úc (bao gồm phía bắc rạn san hô Great Barrier); phạm vi phía đông rải dài đến các quần đảo thuộc Micronesia và Melanesia. Ở Ấn Độ Dương, P. smithvanizi chỉ xuất hiện tại quần đảo Cocos (Keeling). Chúng sống xung quanh các rạn san hô ở độ sâu khoảng từ 8 đến 70 m.

## Mô tả
P. smithvanizi có chiều dài cơ thể lớn nhất được ghi nhận là 9,5 cm. Vây đuôi xẻ thùy, có viền màu xanh tím. Thùy đuôi cá đực dài hơn, màu hồng; ở cá mái là màu đỏ. Cá trưởng thành có một đường sọc màu vàng ở trên mõm nằm giữa 2 mắt. Thân màu hồng tím, có nhiều chấm vàng ở hai bên (ngoại trừ vùng bụng). Một dải vàng dọc theo lưng.
Số gai ở vây lưng: 10; Số tia vây mềm ở vây lưng: 15 - 17; Số gai ở vây hậu môn: 3; Số tia vây mềm ở vây hậu môn: 7 - 8; Số gai ở vây bụng: 1; Số tia vây mềm ở vây bụng: 5; Số tia vây mềm ở vây ngực: 16 - 18.